# Хохма (сфира)
Хохма́, или Хокма́ (др.-евр. חכמה‬; «Мудрость»; «Премудрость»), — в учении каббалы о происхождении миров вторая из 10 объективных эманаций (прямые лучи божественного света) мироздания — так называемых «сфирот» или «сефирот» (мн.ч. от «сефира»), также «цифр» или «сфер», — первых излучений Божественной Сущности, которые в своей совокупности образуют космос.
Мыслимые как члены одного целого, сефироты образуют форму совершенного существа — первоначального человека (Адам-Кадмон). Для большей наглядности каббалисты указывают соответствие отдельных сефирот с наружными частями человеческого тела: так, Хокма́ и Бина́ — это два глаза Адам-Кадмона.
После трёх главных сефирот — Свет (Кете́р; «Венец»; лоб или чело Адам-Кадмона), Мудрость (Хохма́), Разум (Бина) — следуют семь второстепенных. Раздвоение эманации на позитивную и негативную начинается только в третьей сефире («Разум»).

## Греческий термин
«Хохма» передаётся в Септуагинте почти всегда через слово «София» (др.-греч. σοφία), означающее на народно-греческом языке той эпохи — койне (κοινή) — два совершенно различных понятия:
1. практическая мудрость, опытность и сноровка в жизни,
2. глубокое проникновение в сущность и взаимоотношение вещей.

Первому понятию соответствует обозначение премудрости в дидактической литературе древних евреев, так называемой литературе премудрости, пришедшей на смену пророческой литературе в эпоху глубокого упадка политической и духовной жизни еврейского народа .
Второму понятию соответствует значение премудрости в иудео-александрийской философской литературе. В последней премудрость обозначает только божественный лик, являющийся в роли посредника между Богом и миром.

## Учение о процессе творения
Первая сефира (Кетер) заключала в себе весь план мироздания во всей его временно́й и пространственной бесконечности. Отчего многие каббалисты не включали Кетер в число «сефирот», так как эта сефира собственно является настоящей эманацией «Эйн Соф» и должна быть поставлена над всеми остальными «сефирот».
От этой верховной и абсолютно единой сефиры произошли затем два параллельных принципа, которые внешне кажутся как бы противоположными, но в действительности совершенно неотделимы друг от друга: один — мужской, активный, принцип, называемый Хохма́ («Мудрость»), другой — женский, пассивный, называемый Бина́ («Разум»). Соединение Хохма́ (חכמה) с Бина́ (בינה) даёт в результате Даат (דעת ; «Познание»), то есть контраст между субъективностью и объективностью находит своё разрешение в «познании».
Первые три сефирот — Кетер, Хохма́ и Бина́ — образуют между собою единство: знание, познающий субъект и познаваемый объект тождественны в Боге, и таким образом мир является только выражением «идей», или абсолютных форм разума. В этом пункте каббала предвосхитила то, что впоследствии заняло центральное место в философии Гегеля, а именно: учение о тождестве сознания и бытия или реального и идеального.

## Триада «разумного» или «интеллектуального мира»
Под первой триадой — Кете́р («Венец»), Хохма́ («Мудрость») и Бина́ («Разум») — следует подразумевать интеллектуальный мир (עולם השנל или עולם המושכל).